# Milica Valentinčič Petrović
Milica Valentinčič Petrović, srbsko-slovenska mikrobiologinja, * 7. oktober 1900, Beograd, † 16. februar 1965, Ljubljana.
Kot univerzitetna profesorica medicine v Ljubljani velja za začetnico slovenske medicinske mikrobiologije in parazitologije.

## Življenje in delo
Milica Valentinčič Petrović se je rodila v Beogradu, kjer je z družino preživela nekaj viharnih predvojnih pa tudi vojnih in povojnih let (obdobje obeh balkanskih vojn in 1. svet. vojne). Razmere so vplivale na to, da je njen oče z bratom umaknil na Krf, ona z mamo in sestro pa v Kosovsko Mitrovico. Nemara jo je k zavzetemu študiju in izbiri le-tega spodbudila huda okvara kolkov, zaradi katere je bila v veliki meri omejena v gibanju, morda pa je k temu doprinesla zgolj njena študiozna narava. Šolanje je namreč tako v gimnaziji kot na fakulteti končala kot najboljša dijakinja in študentka.
Leta 1927 se je zaposlila v Centralnem higienskem zavodu v Beogradu, znotraj katerega je delala na več oddelkih, največ v bakteriološko-serološkemu laboratoriju. Po dveh letih službovanja so jo zaradi pomanjkanja strokovnega kadra premestili v Ljubljano na Higienski zavod, kjer je zasedla mesto vodje bakteriološko-epidemiološkega oddelka. Znotraj oddelka je že od vsega začetka uveljavljala sodobne metode dela. Z izvidi je zdravnikom pomagala pri postavljanju pravih diagnoz za zdravljenje kužnih bolezni, na terenu pa je izvajala cepljenja otrok in odraslih proti škrlatinki, davici, tifusu in griži, ter na ta način preprečila pojavljanje epidemij. Leta 1935 je dobila specializacijo iz bakterologije in serologije in postala prvi specializant na tem področju.
Med drugo svetovno vojno se je aktivno vključila v NOB. Partizane je oskrbovala s sanitetnim materialom in cepivom, ki ga je izdelovala sama, na skrivaj, saj je kljub vojnim razmeram nadaljevala z delom v kletnih prostorih zavoda.
Ko je bila po koncu druge svetovne vojne (l. 1945) ustanovljena Medicinska fakulteta, so jo imenovali za izredno profesorico, leta 1953 pa je prevzela funkcijo in naziv redne profesorice. Poleg tega ji je bila dodeljena pomembna naloga - ustanovitev Inštituta za mikrobiologijo in Inštituta za higieno. V obeh institucijah je večino službenih let delovala kot predstojnica. Prav tako intenzivno se je ukvarjala tudi s pedagoškim delom. Poleg predavanj na Medicinski fakulteti je zaradi pomanjkanja kadra vodila tudi tečaje za srednje in nižje medicinske sestre, tečaje za laborante in medicinske sestre, medicinske tehnike, dentiste, instrumentarke ter tečaje RK za bolničarje. Rada je pisala in prispevala znaten delež strokovne literature, učbenikov (nekateri veljajo celo za prve slovenske učbenike s tega področja), priročnikov ter znanstvenih in poljudnoznanstvenih člankov. Aktivno pa je sodelovala tudi na različnih konferencah in strokovnih posvetih ter kot predsednica različnih stanovskih združenj. Ves čas se je strokovno izpopolnjevala in k temu spodbujala tudi zdravnike in specializante, ki jih je pošiljala na izpopolnjevanje v tujino.
Po hudi bolezni je umrla v februarju leta 1965.

## Priznanja
Za požrtvovalno in uspešno delo je prejela red dela III. stopnje, kasneje pa še red dela I. stopnje in leta 1963 Kidričevo nagrado za življenjsko delo.